# Bauke Schuurer
Bauke Schuurer (Makkinga, 29 oktober 1898 – Heerenveen, 6 juni 1980) was een Nederlands ambtenaar en politicus.
Hij werd geboren in de Friese gemeente Ooststellingwerf als zoon van Johannes Schuurer (1866-1953) en Kornelia Meek (1868-1926). Hij ging begin 1920 werken bij de gemeentesecretarie van Utingeradeel, was daar later commies ter secretarie en volgde in april 1938 A. Groeneveld op als gemeentesecretaris van Utingeradeel. Schuurer vervulde die functie tot zijn pensionering in november 1963. Kort daarop was hij bijna een half jaar waarnemend burgemeester van IJlst en vanaf november 1966 was hij vier maanden waarnemend burgemeester van Vlieland. Rond 1970 verhuisde Schuurer naar een verzorgingsflat in Heerenveen waar hij in 1980 op 81-jarige leeftijd overleed.